# ناحیه چیلان‌زار
ناحیه چیلان‌زار (به ازبکی: Chilanzar) یک منطقهٔ مسکونی در ازبکستان است که در تاشکند واقع شده‌است. ناحیه چیلان‌زار ۳۰٫۰ کیلومتر مربع مساحت و ۲۱۷٬۰۰۰ نفر جمعیت دارد.